# 温岭市第一人民医院
28°24′20″N 121°20′37″E / 28.40546°N 121.34363°E
温岭市第一人民医院是一家位于浙江省温岭市的三级甲等综合性医院，为温州医学院附属医院。

## 简介
1940年8月，温岭县政府行政会议决定成立由县长、民政科长、警察局长和8名地方知名人士组成的县立卫生院筹建组。1941年3月15日，温岭县卫生院正式建立。首任院长王建一，设医务、行政两部。院址租城内三宅一民房，面积约100平方米。1943年2月，林峰接任院长，院址迁至城内小校场（原简师附小），建筑面积约650平方米。1946年5月，袁化遐任院长。
1949年，解放军占领温岭。1949年6月，温岭县人民政府接管原县卫生院经过10个月的筹备，于1950年8月1日正式建立温岭县人民政府卫生院。1951年5月，院址从如城内中司前迁至小校场。1956年8月9日，改建为为温岭县人民医院。1959年，玉环县并入温岭县，改称温岭县第一人民医院。1961年，住院大楼完成后整体搬迁东门人民路90号。1962年，玉环县重新恢复建制，医院再改名为温岭县人民医院。1979年，随着新河区卫生院升格为县级医院，医院更名为温岭县第一人民医院。1992年1月，医院被评为二级医院。同年3月，被确定为温州医学院教学医院。
医院占地50亩，坐落在温岭市中心太平南路，住院部大楼为最高建筑，共21层。为温岭市内主要医院。

## 相关
- 浙江温岭杀医案
- 6·13沈海高速温岭大溪段槽罐车爆炸事故
- 温岭第一人民医院站（此医院附近的一个铁路车站）